# デイビッド島
デイビッド島(デイビッドとう、ロシア語: Остров Давида)は北極海の一部であるバレンツ海に位置するロシア連邦領ゼムリャフランツァヨシファにある島である。1880年にイギリスの探検家、ベンジャミン・リー・スミスにより発見された。